# Ovula
Ovula is een geslacht van weekdieren uit de klasse van de Gastropoda (slakken).

## Soorten
- Ovula costellata Lamarck, 1810
- Ovula ishibashii (Kuroda, 1928)
- Ovula ovum (Linnaeus, 1758)